# 分享同樂！瓦利歐製造
《分享同樂！瓦利歐製造》是由Intelligent Systems开发并由任天堂为任天堂Switch发行的派对游戏，于2021年9月10日发售，支持简繁中文，全球销量134万份。本作为任天堂3DS版《瓦力欧制造 豪华版》之后瓦力欧制造系列的第10部作品，也是系列首次繁体中文化的作品。这是瓦力欧系列中由查爾斯·馬爾蒂內为瓦利歐配音的最后一款游戏（只限歐美版本，而最後一款擔任瓦利歐配音的作品是《瑪利歐激戰前鋒 戰鬥聯賽》），他于2023年退休，不再为该角色（以及瑪利歐系列中的其他角色）配音。

## 遊戲玩法
《分享同樂！瓦利歐製造》延续了瓦力欧制造系列的传统，即要求玩家完成一系列「小游戏」，每个游戏都要求玩家在短短几秒钟内完成一个目标。在这款游戏中，瓦力欧和他的朋友们被吸入了他最新的游戏设备中，这意味着他们必须亲自参与小游戏。 
因此，游戏最多有两名玩家控制一组角色，在小游戏之间随机交替。使用方向杆和一个按钮来控制角色，每个角色在移动方式和可以执行的操作方面都有不同的行为。例如，瓦力欧背着喷气背包飞来飞去，可以进行肩扛冲锋；莫娜在自动驾驶踏板车和控制空中回旋镖之间交替；十八伏特从静止位置发射CD，只能通过挂在环上来移动。这些独特的能力意味着每个角色都有不同的方式来完成同一个小游戏。例如，需要旋转风车的小游戏可以通过物理推动风车或用投射物击打它来清除。最多可以解锁20个不同的角色供选择。
在故事模式之外，还有最多可容纳四名玩家的派对式小游戏。游戏中还有一种名为「瓦利歐盃」的排名模式，其中包含各种不同的挑战。
玩家可以向各种可玩角色赠送礼物以升级他们。升级角色将导致基础分数提高，这可以使玩家在瓦利歐盃中受益。玩家还可以自定义所选可玩角色的外观。奖品可以在商场或通过其他方式获得。 

## 剧情
游戏开始于瓦力欧和他的朋友们在他的公司（其中包括之前出现在《瓦力欧制造 豪华版》中的露露），当时瓦力欧完成了他们一直在开发的游戏单元。当他尝试启动它时，控制台没有打开，这让瓦力欧和他的朋友们很困惑。瓦力欧恼怒地将游戏机扔到空中，他和他的朋友们被吸入游戏中，变成了自己的虚拟版本，并进入了游戏。当他们醒来时，他们发现他们的游戏已被「游戏臭虫」入侵，这会导致游戏关卡中的损坏和故障。瓦力欧和他的朋友们必须击败这些臭虫来清理游戏并返回现实世界。
最终，该小组击败了游戏的最后一个臭虫，臭虫瓦力欧，瓦力欧的腐败和附体版本。在瓦力欧在最终关卡中为游戏中的臭虫提供了一个家后，他们就不再理睬游戏中的臭虫了。「最高开发者」，一个长着瓦力欧的鼻子和小胡子的神一样的人物，随后出现在他们面前，并告诉他们，他将瓦力欧和他的朋友带入游戏是为了清除游戏臭虫，而这些臭虫是瓦力欧无意中造成的。编程能力差。然后他告诉大家可以自由离开了。回到外面，每个人都得知瓦力欧参与了游戏臭虫的制造，并愤怒地追捕他，但他注意到瓦力欧的三名成员（小红魔、大师曼提斯和露露）仍然停留在游戏中，一行人又回到了游戏中找到他们。
重新进入游戏世界后，最高开发者告诉大家，他们的朋友已被抓获，尽管这是由一个神秘人物而不是游戏臭虫所为。然后，他们穿过一系列摩天大楼，他们的朋友被困在其中，三座大楼内都藏有宝藏。当三件宝藏最终都收集完毕后，大家发现了一张纸条，鼓励他们将宝藏组合起来。佩尼在实验室发明了「噴射水罐1號」后，克莱格博士打电话给她帮忙。她进入游戏后，他们将宝藏结合起来，变成了一个喷壶，用来种植巨大的豆茎，但随后它就消失了，令瓦力欧沮丧。他们爬上豆茎并击败了最终的老板，他原来是瓦力欧世界中虚构游戏系列的主角蹦罗，他也居住在瓦力欧的游戏中，因为他想玩得开心。失败后，瓦力欧对派蹦罗不再拥有宝藏感到失望。

## 评价
据Metacritic称，《分享同樂！瓦利歐製造》获得了「普遍好评」。 
《Game Informer》喜欢小游戏，称它们为「创意」，但认为游戏需要让每个角色都能玩每个游戏，这限制了游戏玩法的多样性。 《Nintendo Life》赞扬了故事模式，发现它有助于向玩家介绍每个角色及其能力，并写道，角色的使用「在该系列标志性的怪异和你必须参与的方式方面加大赌注」。Eurogamer喜欢新的小游戏，称它们从「前一分钟是线条画，下一分钟是动画，水彩画：这是想象力的丰富」。
总体而言，《华盛顿邮报》很享受这款游戏提供的合作模式，并写道，一些角色拥有更好的动作和能力，并描述为「不久之后，我就开始尽可能坚持使用相同的三到四个角色，因为那些角色的范围更广」移动和获取射弹肯定有优势」。  TouchArcade对游戏的评价褒贬不一，喜欢小游戏和结局，但感觉没有足够的收藏品或新游戏可以解锁。
GameSpot赞扬了这种艺术，尤其是新的角色模型，称它们「通过新的3D模型被赋予了生命，这些模型保持了其原始化身基于精灵的艺术作品的外观，同时动画更加流畅」。个人电脑杂志很喜欢Boss战，觉得它们是小游戏节奏上的一个很好的改变。在赞扬新的合作模式的同时， VG247不喜欢有限的单人游戏模式，并写道「单人游戏选项的长度有点缺乏」。Destructoid对不同角色的想法持积极态度，但写道其中许多角色彼此非常相似：「我真的希望做更多工作来区分一些角色，因为原始计数相当高，但类似于「克隆」在勇士队的比赛中，这个数字在实践中会有所减少」。
《分享同樂！瓦利歐製造》被提名为2021年游戏奖「最佳家庭游戏」，以及第25届年度DICE奖「年度家庭游戏」。

## 外部連結
- 官方网站：日文、英文（美国）、繁体中文（台湾）、繁体中文（香港）